# Le Voleur d'enfants (film)
Pour les articles homonymes, voir Le Voleur d'enfants.
Pour plus de détails, voir Fiche technique et Distribution.
Le Voleur d'enfants est un film franco-italo-espagnol réalisé par Christian de Chalonge, sorti en 1991. Il s'inspire du roman Le Voleur d'enfants.

## Synopsis
Un riche exilé argentin qui rêve de reprendre le pouvoir dans son pays adopte des enfants qu'il kidnappe.

## Fiche technique
- Titre : Le Voleur d'enfants
- Réalisation : Christian de Chalonge
- Scénario : Christian de Chalonge et Dominique Garnier, d'après le roman de Jules Supervielle
- Production : Luis Méndez
- Musique : Lluís Llach
- Photographie : Bernard Zitzermann
- Montage : Anita Fernández
- Décors : Yves Brover-Rabinovici et Jaime Pérez Cubero
- Costumes : Cécile Balme et Antonio Muñoz
- Pays d'origine :  France,  Italie,  Espagne
- Format : Couleurs - 1,85:1 - Dolby Digital - 35 mm
- Genre : drame
- Durée : 110 minutes
- Date de sortie : 25 septembre 1991 (France)

## Distribution
- Marcello Mastroianni : Bigua
- Ángela Molina : Desposoria
- Michel Piccoli : M. Armand
- Nada Strancar : Rose
- Cécile Pallas : la mère d'Antoine
- Virginie Ledoyen : Gabrielle
- Loïc Even : Joseph
- Caspar Salmon : Antoine
- Benjamin Doat : Benjamin
- Nicolas Carré : Nicolas
- Adrien Canivet : René
- Matthieu Buisson : Simon
- Gabriele Tinti : l'Argentin
- Bertrand Tourlonias : Bertrand

## Autour du film
- Le tournage s'est déroulé à Milan, ainsi que dans le sud de l'Italie et à Paris (voie de la petite ceinture aux Buttes-Chaumont)
- Le Voleur d'enfants est le dernier film de l'acteur Gabriele Tinti, décédé en novembre 1991.